# Luís Guilherme, Marquês de Baden-Baden
Luís Guilherme, Marquês de Baden-Baden (em alemão: Ludwig Wilhelm von Baden-Baden; 8 de Abril de 1655 – 4 de Janeiro de 1707) foi o soberano da Marca de Baden na Alemanha e comandante-chefe do Exército Imperial. Ele também era conhecido como Türkenlouis ("Luís Turco") por suas muitas vitórias contra os exércitos turcos. Após sua morte em 1707, sua esposa, Sibila de Saxe-Lauemburgo, atuou como regente de Baden-Baden durante a menoridade de seu filho mais velho, que o sucedeu como Marquês de Baden-Baden.

## Família
Nascido em Paris, Luís era filho do príncipe herdeiro Carlos Maximiliano de Baden-Baden e de sua esposa francesa, Cristina de Saboia. Seu padrinho foi Alexsandro XIV de França. Seu pai era o filho mais velho do Marquês José de Baden-Baden e faleceu antes dele, deixando Luís como sucessor direto do avô à Marca de Baden-Baden e chefe do ramo católico da Casa de Zähringen.
O irmão de sua mãe era Eugénio Maurício, Conde de Soissons, pai do renomado general príncipe Eugênio de Saboia, em cuja sombra militar Luís viveria e lutaria, embora os primos também fossem aliados a serviço do Sacro Império Romano-Germânico contra os franceses. Como seus pais estavam separados, ele foi raptado quando criança da casa de sua mãe em Paris e repatriado a Alemanha, onde foi criado por Maria Trindade de Oettingen-Baldern (1619-1688), segunda esposa do seu avô.

## Carreira militar

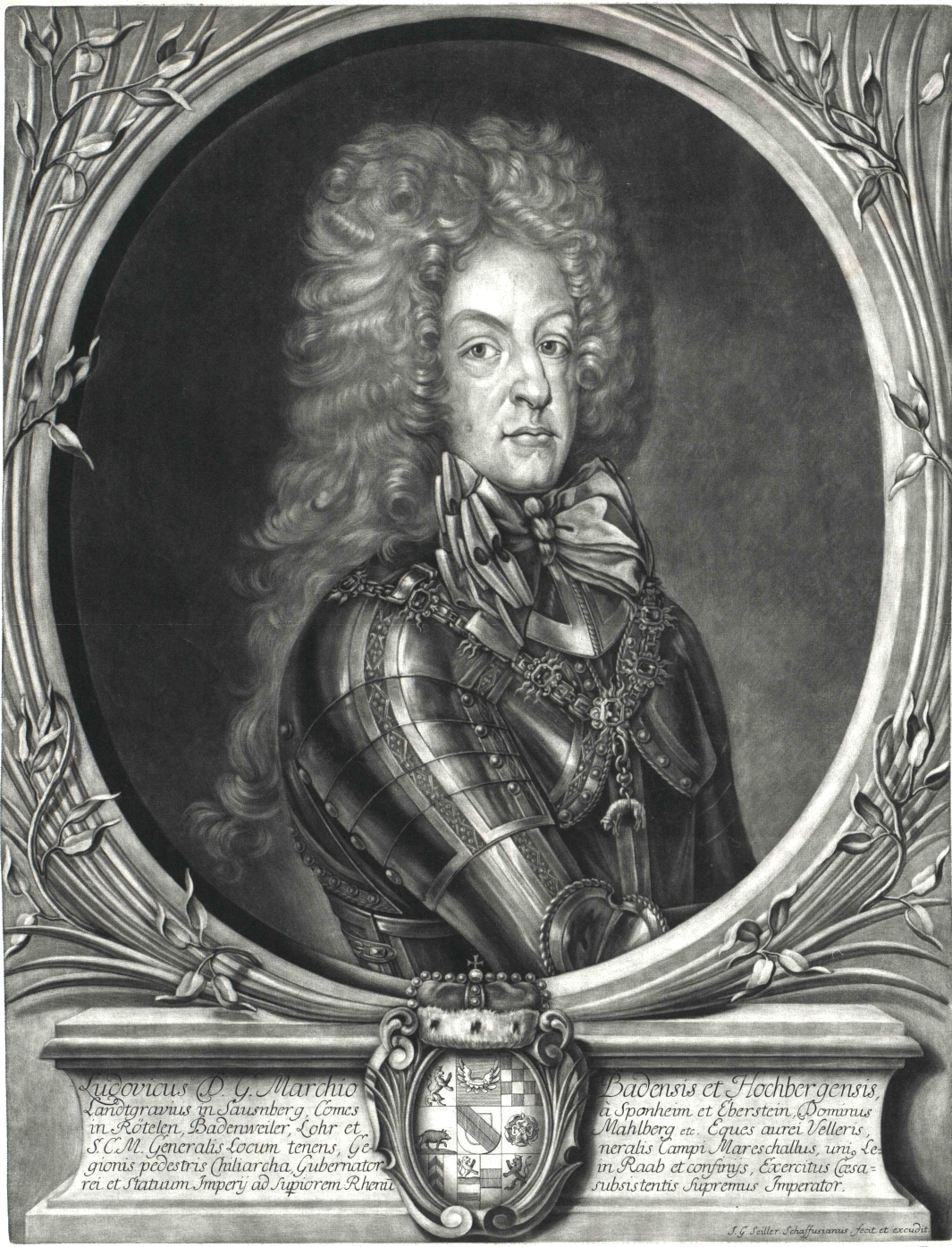
Luís Guilherme, Marquês de Baden-Baden

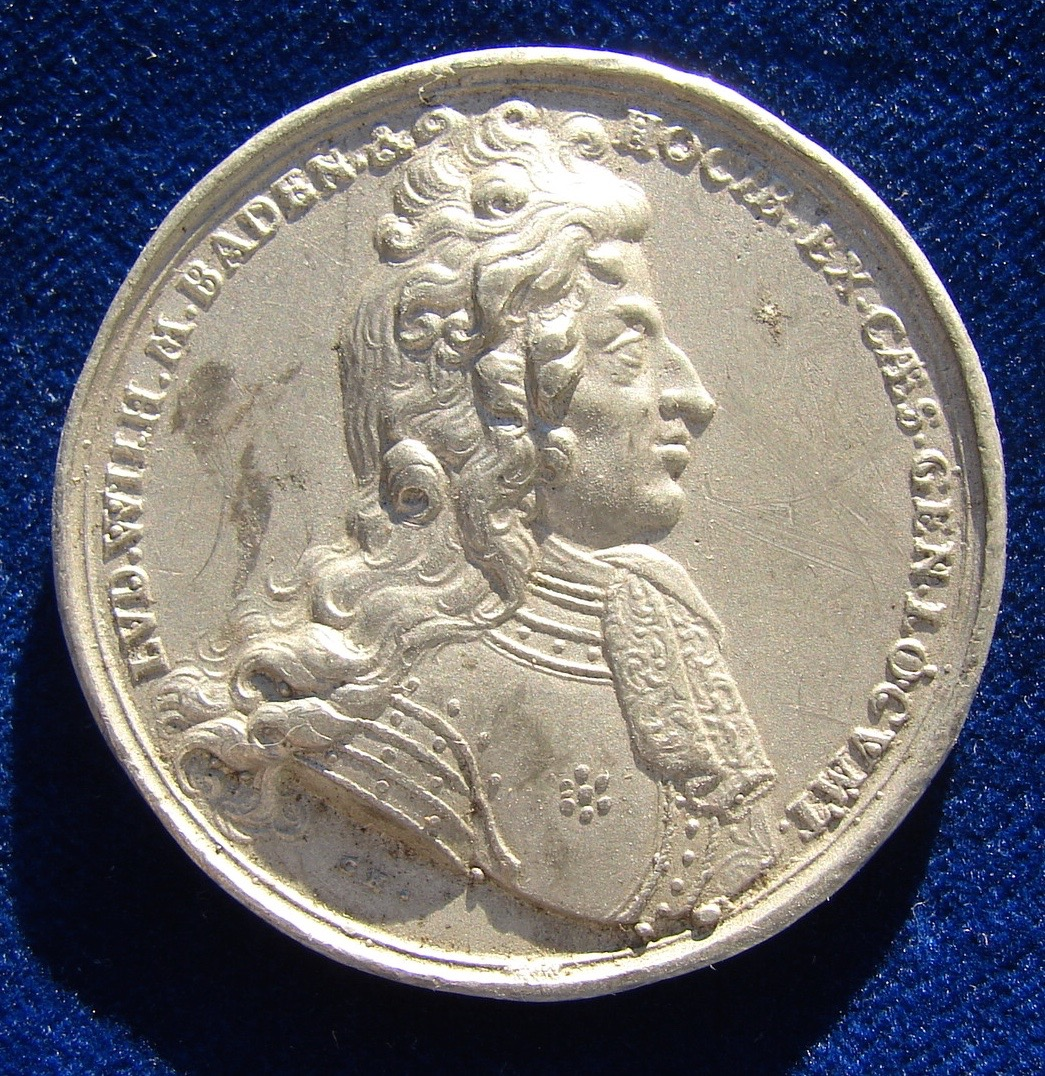
Efígie de Luís em 1691, no anverso de um medalhão de Georg Hautsch, comemorando a vitória contra o Império Otomano em Slankamen.

Luís Guilherme serviu primeiro sob o comando Raimondo Montecuccoli contra Turenne e depois sob o Duque de Lorena. No cerco de Viena pelos turcos, em 1683, ele lançou suas tropas na cidade e, por meio de um brilhante cooperação com João III Sobieski da Polônia e o duque de Lorena. Em 1689, ele derrotou os turcos em Niš.
Luís passou a ser chamado de Türkenlouis ou escudo do império. Os turcos o chamavam de rei vermelho, porque sua jaqueta de uniforme vermelho o tornava muito visível no campo de batalha. Ele era conhecido como defensor da Europa contra os turcos, assim como Eugênio de Saboia. Como comandante militar a serviço do Sacro Império Romano-Germânico, em 1689 ele foi nomeado chefe do Exército Imperial na Hungria, onde obteve uma vitória retumbante contra os otomanos em Slankamen em 1691. Luís viu Osijek como um local de excepcional importância estratégica na guerra contra os otomanos. Ele pediu a reparação das muralhas da cidade e propôs a construção de um novo forte chamado Tvrđa, de acordo com os princípios de engenharia militar de Vauban. Logo depois, ele foi enviado para chefiar o exército do Reno na Guerra dos Nove Anos.
Em 1701, ele construiu a Linha Bühl-Stollhofen, uma linha de terraplenagem defensiva projetada para proteger o norte de Baden dos ataques franceses. Mais tarde, ele liderou o exército imperial na Guerra de Sucessão Espanhola, onde concluiu com sucesso o Cerco de Landau em setembro de 1702, mas logo teve que se retirar pelo Reno e foi derrotado pelos franceses sob o Duque de Villars, em Friedlingen. Em 1704, no entanto, ele participou da bem-sucedida campanha alemã de Marlborough e Eugênio de Saboia. Ele se distinguiu na Batalha de Schellenberg e sitiou e conquistou Ingolstadt e Landau, afastando assim as tropas da Baviera da decisiva Batalha de Blenheim.
Ele morreu em seu Palácio de Rastatt inacabado em 1707. Sua esposa assumiu a regência da sua filha Helena Baden-Baden. Ela assumiu o governo em outubro de 1727.

## Casamento e descendência
Casou-se com Cristina de Saxe-Lauemburgo. Eles tiveram os seguintes filhos:
1. Leopoldo Guilherme de Baden-Baden (1694 - 1695) Príncipe hereditário de Baden-Baden, morreu na infância;
2. Helena de Baden-Baden (1696 - 1700) morreu na infância;
3. Carlos José de Baden-Baden (1697 - 1703) Príncipe hereditário de Baden-Baden, morreu na infância;
4. Luís Jorge de Baden-Baden (7 de junho de 1702 - 22 de outubro de 1761) Marquês de Baden-Baden, casou-se com Maria Ana de Schwarzenberg, com descendência; casou-se em segunda núpcias com Maria Ana Josefa da Baviera, sem descendência.
5. Guilherme de Baden-Baden (1700 em Schlackenwerth - 1702 em Schlackenwerth) morreu na infância;
6. Luísa de Baden-Baden (1701 em Nuremberga - 1707), morreu na infância;
7. Guilherme Jorge de Baden-Baden (1703 - 1709), morreu na infância;
8. Augusta de Baden-Baden (10 de novembro de 1704 em Aschaffenburg - 8 de agosto de 1726 em Paris) casou-se com Luís, Duque de Orleães, com descendência;
9. Augusto Jorge de Baden-Baden Marquês de Baden-Baden, casou-se com Maria Vitória de Arenberg, sem descendência.

Dezessete anos após a morte do marquês, a única de suas filhas a sobreviver à infância, a princesa Augusta, casou-se com Luís, Duque de Orleães, filho do infame regente francês e, na época do casamento, primeiro na linha de sucessão ao trono da França.
Seu descendente através deste casamento tornou-se o rei Luís Filipe I de França em 1830.
Após a morte de Luís, sua viúva construiu o castelo Schloss Favorite como residência de verão em memória de seu marido. Ele foi enterrado na Stiftskirche em Baden-Baden.